# Площад на героите (Будапеща)
Площадът на героите (на унгарски: Hősök Tere) е сред най-забележителните площади в унгарската столица Будапеща.
Разположен е в Пеща, в края на „Андраши Авеню“, близо до Градския парк. Заобиколен е от важни сгради (в неокласически стил) – Музея на изящните изкуства и Изложбената зала.
В центъра на площада се издига мемориал със статуите на водачите на 7-те племена, които основават Унгария през 9 век, както и други забележителни фигури от унгарската история – крале и държавници. Изграждането на мемориала започва по повод 1000-годишнината от основаването на Унгария през 1896 г. и приключва през 1929 г. Там също е и паметникът на архангел Гавраил (36-метровия стълб), като според легендата архангелът се появил в съня на създателя на унгарската държава св. Ищван и му връчил светата корона, с която кралят утвърдил властта си като владетел, поставен от бога.
В близост до централната колона на Площада на героите има мемориална каменна плоча на унгарските войници, загинали през Втората световна война.
През 2001 г. паметникът е реконструиран: лавровата клонка е премахната, а посвещението гласи „В памет на нашите герои“.
Tук на 16 юни 1989 г., по време на политическия преход в Унгария, множество от 250 000 души се събира на площада, за да отпразнува историческото погребение на Имре Над и неговите другари по оръжие, които са били екзекутирани през юни 1958 г. След революцията от 1956 г. е реабилитиран на тържествена държавна церемония.